# Tích Bảo
Tích Bảo (tiếng Trung: 錫保; 8 tháng 12 năm 1688 - 12 tháng 9 năm 1742) là một hoàng thân của nhà Thanh trong lịch sử Trung Quốc, người thừa kế 1 trong 12 tước vị Thiết mạo tử vương.

## Cuộc đời
Tích Bảo sinh vào giờ Thìn, ngày 16 tháng 11 (âm lịch) năm Khang Hi thứ 27 (1688), trong gia tộc Ái Tân Giác La, thuộc bối tự "Hoằng". Ông là con trai thứ tư của Thuận Thừa Trung Quận vương Nặc La Bố (諾羅布), mẹ ông là Trắc Phúc tấn Thạch thị (石氏).
Năm Khang Hi thứ 56 (1717), tháng 10, phụ thân ông qua đời, ông được thế tập tước vị Thuận Thừa Quận vương (順承郡王) đời thứ 8.
Năm Ung Chính thứ 3 (1725), tháng giêng, chưởng quản sự vụ Tông Nhân phủ, được hành tẩu ở Nội đình. Tháng 4 cùng năm, nhậm Đô thống Hán quân Chính Bạch kỳ (正白族漢軍都統). Đến tháng 7 cùng năm, ông được đề bạt vào Nghị chính.
Năm thứ 4 (1726), tháng 6, thụ Đô thống Mông Cổ Chính Hoàng kỳ. Cùng năm này, Ung Chính Đế hạ chỉ: "Thuận Thừa Quận vương Tích Bảo tài năng ưu trường, là hiền vương dốc sức vì quốc gia, cấp cho bổng lộc Thân vương" .
Năm thứ 5 (1727), tháng 3, Ung Chính Đế ra chỉ thảo phạt Chuẩn Cát Nhĩ Khả hãn Cát Nhĩ Đan Sách Linh (噶爾丹策零), lệnh cho ông thay quyền Chấn Võ Tướng quân Ấn Thụ (印授), đóng quân ở A Nhĩ Đài (阿爾台). Tháng 11 cùng năm, ông bị hàng chức Tả Tông nhân (左宗人).
Năm thứ 9 (1731), tháng 8, Ung Chính Đế thấy ông trị quân cần lao, nên hạ chỉ tiến phong Thuận Thừa Thân vương (順承親王), thụ chức Tinh Viễn Đại tướng quân (靖遠大將軍). Trong khoảng thời gian này, ông do bao che cho Bối lặc Duyên Tín (延信) mà không hoạch tội, nên ông bị cắt bỏ Thân vương bổng lộc, hàng chức Tả Tông chính (左宗正).
Năm thứ 11 (1733), tháng 9, thấy Cát Nhĩ Đan Sách Linh đóng quân càng nhiều mà ông không chịu chi viện, nên ông bị bãi đi chức Đại tướng quân, tước vị cũng bị lột bỏ.
Năm Càn Long thứ 7 (1742), ngày 14 tháng 8 (âm lịch), giờ Sửu, ông qua đời, thọ 55 tuổi, chiếu theo phẩm cấp Quận vương mà mai táng.

## Gia quyến

### Thê thiếp

#### Đích Phúc tấn
- Thư Thư Giác La thị (舒舒覺羅氏), con gái của Nam Thiên Đồ (男偏圖).

#### Thứ Phúc tấn
- Đậu Giai thị (竇佳氏), con gái của Mặc Ni (默尼).
- Quả Nhĩ Cát thị (果爾吉氏), con gái của Ngũ phẩm Điển vệ Hà Đồ (何圖).
- Lữ thị (呂氏), con gái của Đạt Lâm (達林).

### Hậu duệ

#### Con trai
1. Hi Lương (熙良; 1705 – 1744), mẹ là Đích Phúc tấn Thư Thư Giác La thị. Năm 1733 được thế tập tước vị Thuận Thừa Quận vương. Sau khi qua đời được truy thụy Thuận Thừa Khác Quận vương (顺承恪郡王). Có bảy con trai.
2. Khánh Đức (慶德; 1711 – 1765), mẹ là Đích Phúc tấn Thư Thư Giác La thị. Có bốn con trai.
3. Tam tử (三子; 1715 – 1720), mẹ là Đích Phúc tấn Thư Thư Giác La thị. Chết yểu.
4. Sát Nhĩ Đan (察爾丹; 1721 – 1756), mẹ là Thứ Phúc tấn Đậu Giai thị. Có hai con trai.
5. Ngang Cát Lễ (昂吉禮; 1724 – 1750), mẹ là Thứ Phúc tấn Đậu Giai thị. Vô tự.